# Manziat
Manziat és un municipi francès situat al departament de l'Ain i a la regió d'Alvèrnia-Roine-Alps. L'any 2007 tenia 1.860 habitants.

## Demografia

### Població
El 2007 la població de fet de Manziat era de 1.860 persones. Hi havia 731 famílies de les quals 173 eren unipersonals (71 homes vivint sols i 102 dones vivint soles), 240 parelles sense fills, 263 parelles amb fills i 55 famílies monoparentals amb fills.
La població ha evolucionat segons el següent gràfic:
Habitants censats

### Habitatges
El 2007 hi havia 789 habitatges, 746 eren l'habitatge principal de la família, 11 eren segones residències i 32 estaven desocupats. 727 eren cases i 62 eren apartaments. Dels 746 habitatges principals, 584 estaven ocupats pels seus propietaris, 142 estaven llogats i ocupats pels llogaters i 21 estaven cedits a títol gratuït; 17 tenien una cambra, 26 en tenien dues, 64 en tenien tres, 208 en tenien quatre i 431 en tenien cinc o més. 547 habitatges disposaven pel capbaix d'una plaça de pàrquing. A 272 habitatges hi havia un automòbil i a 413 n'hi havia dos o més.

### Piràmide de població
La piràmide de població per edats i sexe el 2009 era:
| Homes | Edats   | Dones |
| ----- | ------- | ----- |
| 4     | 95 o +  | 0     |
| 0     | 90 a 94 | 8     |
| 4     | 85 a 89 | 12    |
| 8     | 80 a 84 | 0     |
| 52    | 75 a 79 | 60    |
| 32    | 70 a 74 | 32    |
| 24    | 65 a 69 | 56    |
| 32    | 60 a 64 | 16    |
| 24    | 55 a 59 | 36    |
| 72    | 50 a 54 | 64    |
| 44    | 45 a 49 | 52    |
| 60    | 40 a 44 | 44    |
| 68    | 35 a 39 | 72    |
| 64    | 30 a 34 | 48    |
| 32    | 25 a 29 | 56    |
| 44    | 20 a 24 | 20    |
| 52    | 15 a 19 | 56    |
| 52    | 10 a 14 | 56    |
| 44    | 5 a 9   | 56    |
| 36    | 0 a 4   | 52    |

## Economia
El 2007 la població en edat de treballar era de 1.178 persones, 905 eren actives i 273 eren inactives. De les 905 persones actives 868 estaven ocupades (467 homes i 401 dones) i 37 estaven aturades (12 homes i 25 dones). De les 273 persones inactives 137 estaven jubilades, 78 estaven estudiant i 58 estaven classificades com a «altres inactius».

### Ingressos
El 2009 a Manziat hi havia 751 unitats fiscals que integraven 1.947,5 persones, la mediana anual d'ingressos fiscals per persona era de 18.810 €.

### Activitats econòmiques
Dels 86 establiments que hi havia el 2007, 5 eren d'empreses alimentàries, 1 d'una empresa de fabricació de material elèctric, 7 d'empreses de fabricació d'altres productes industrials, 20 d'empreses de construcció, 22 d'empreses de comerç i reparació d'automòbils, 4 d'empreses de transport, 3 d'empreses d'hostatgeria i restauració, 5 d'empreses financeres, 3 d'empreses immobiliàries, 4 d'empreses de serveis, 9 d'entitats de l'administració pública i 3 d'empreses classificades com a «altres activitats de serveis».
Dels 29 establiments de servei als particulars que hi havia el 2009, 1 era una oficina de correu, 1 una oficina bancària, 2 tallers de reparació d'automòbils i de material agrícola, 1 autoescola, 6 paletes, 5 guixaires pintors, 1 fusteria, 2 lampisteries, 3 electricistes, 1 empresa de construcció, 2 perruqueries, 2 restaurants i 2 agències immobiliàries.
Dels 5 establiments comercials que hi havia el 2009, 1 era una botiga de més de 120 m², 1 una botiga de menys de 120 m², 1 una fleca i 2 botigues de roba.
L'any 2000 a Manziat hi havia 55 explotacions agrícoles que ocupaven un total de 429 hectàrees.

## Equipaments sanitaris i escolars
L'únic equipament sanitari que hi havia el 2009 era una farmàcia.
El 2009 hi havia 2 escoles elementals.

## Poblacions més properes
El següent diagrama mostra les poblacions més properes.